# Philippe Pétain
Henri Philippe Benoni Omer Joseph (Philippe) Pétain, ook bekend als maarschalk Pétain (Cauchy-à-la-Tour, 24 april 1856 – Île d'Yeu, 23 juli 1951), was een Franse militair en politicus die een prominente rol speelde tijdens de beide wereldoorlogen.
Hij was een van de belangrijkste Franse legeraanvoerders in de Eerste Wereldoorlog, die de bijnaam 'de held van Verdun' kreeg en het tot maarschalk van Frankrijk bracht. Tijdens de Tweede Wereldoorlog was hij met dictatoriale macht staatshoofd van Vichy-Frankrijk, waarbij hij een politiek van collaboratie met nazi-Duitsland voerde. Daardoor werd hij een van de meest controversiële figuren uit de Franse geschiedenis van de twintigste eeuw.

## Carrière
Philippe Pétain was de zoon van een boer in Artois. Hij werd katholiek opgevoed. Verhalen over zijn oudoom die in het leger van Napoleon had gevochten en de grote indruk die de Frans-Duitse Oorlog op hem maakte, overtuigden hem om officier te worden. In 1876 slaagde hij op het nippertje voor het toelatingsexamen van de militaire school van Saint-Cyr, waar hij een middelmatige leerling was. Hij begon daarop een vrij onopvallende carrière als infanterieofficier. Als legerinstructeur en tijdelijk professor aan de École de Guerre (de hogere krijgsschool) kantte hij zich tegen de toen geldende militaire doctrine van l'attaque à outrance (de aanval tot het uiterste). Na het bestuderen van de Russisch-Japanse Oorlog (1904-1905) kwam hij tot de overtuiging dat gezien de toegenomen vuurkracht van de moderne artillerie defensieve tactieken de voorkeur verdienden. Pétain verdedigde dit standpunt met veel overtuiging. Dat werd hem door de legertop niet in dank afgenomen. Het zou hem een bevordering tot generaal hebben gekost.
Op zijn 58ste, aan de vooravond van de Eerste Wereldoorlog, had Pétain het niet verder gebracht dan kolonel en bevelhebber van een infanterieregiment in Arras, in zijn geboortestreek.

## Eerste Wereldoorlog

### 'Minimum aan verliezen'
Eind augustus 1914, een maand na het uitbreken van de Grote Oorlog, werd hij bevorderd tot brigadegeneraal. Een paar weken later, na de Slag aan de Marne, was hij al divisiegeneraal. In oktober 1914 werd hij commandant van een legerkorps, waarmee hij deelnam aan het offensief in Artois. Hij won toen al enigermate aan populariteit bij zijn troepen doordat hij hen niet nutteloos in de strijd wilde opofferen.
In 1915 kreeg hij het bevel over het 1ste Leger. Hij leidde hiermee met succes de verdediging van Reims en Arras. Toen al stelde hij dat de oorlog geen beslissende veldslagen zou kennen en dat de overwinning zou komen van de kant die het minst uitgeput zou zijn. 'De enige doelstelling die we kunnen zoeken,' zo zei hij, 'is zoveel mogelijk Duitsers te doden terwijl we zelf een minimum aan verliezen lijden.' Dat was zowat het tegenovergestelde van de offensieve strategie van het Franse opperbevel.

### Verdun
Toen in februari 1916 de grote Duitse aanval bij Verdun begon, werd Pétains 1ste Leger snel naar dit strijdtoneel gestuurd. In de zeer zware strijd rond Verdun wist hij stand te houden door voor alles de nadruk te leggen op bevoorrading en logistiek. Pétain hield het moreel hoog door de troepen zeer snel en regelmatig af te lossen, zodat ze niet te lang aan de 'hel van Verdun' waren blootgesteld. De voortdurende aanvoer van nieuwe troepen gaf de Duitsers de indruk dat de Franse verliezen veel groter waren dan in werkelijkheid het geval was. Deze inzet leverde hem later de naam 'overwinnaar van Verdun' op. Zijn uitspraken Ils ne passeront pas (Ze zullen er niet doorkomen) en Courage! On les aura (Moed! We zullen ze hebben) raakten algemeen bekend. De Franse opperbevelhebber Joffre moest echter nog altijd weinig weten van Pétains defensieve houding. Zijn voortdurende eisen om nieuwe troepen aan te voeren dwarsboomden Joffres eigen plannen voor een groot offensief aan de Somme. Na twee maanden strijd (de slag om Verdun zou tien maanden in beslag nemen) werd hij weggepromoveerd tot commandant van de legergroep Centrum. Hij werd in Verdun vervangen door generaal Robert Nivelle, die wel een offensieve aanpak voorstelde.

### Opperbevelhebber

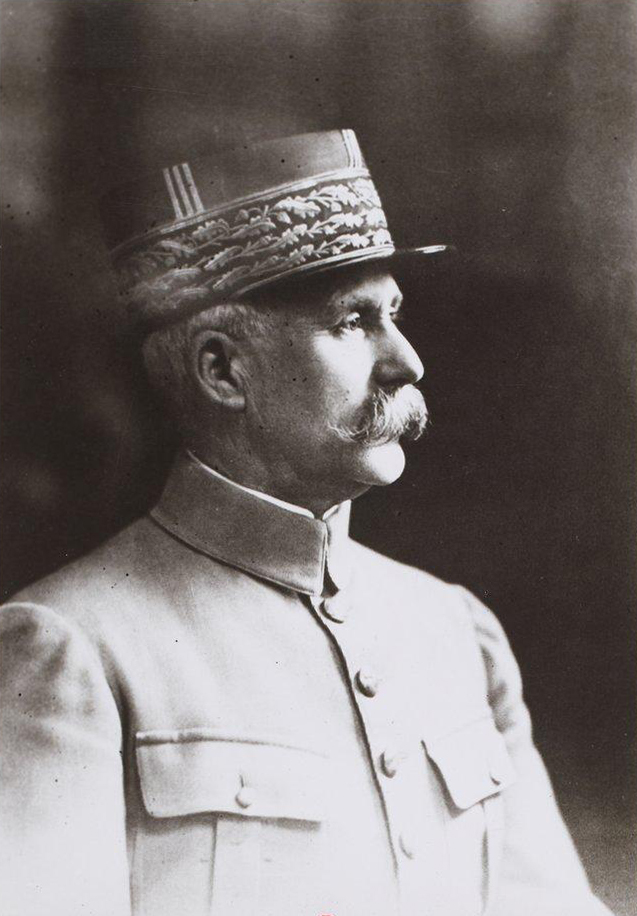
Pétain tijdens de Eerste Wereldoorlog

In mei 1917 werd Pétain benoemd tot opperbevelhebber van de Franse legers. Hij verving daarmee Nivelle, die verantwoordelijk was voor het mislukte offensief aan de Chemin des Dames. Deze zinloze slachting, die de mislukking van l'attaque à outrance aantoonde, veroorzaakte op grote schaal muiterijen in het Franse leger. Pétain slaagde erin de rust te doen weerkeren, minder door hardhandig op te treden (slechts de leiders van de muiterijen werden gefusilleerd), maar door het vertrouwen van de troepen terug te winnen. Hij maakte een einde aan de grote offensieven en verbeterde de leefomstandigheden van de soldaten, onder meer door hen regelmatiger verlof toe te kennen. Deze maatregelen maakten Pétain populair, maar andere Franse generaals en politieke leiders verweten hem zijn al te defensieve houding en zijn pessimisme dat voor sommigen zelfs neerkwam op defaitisme. Toen de geallieerden in 1918 een gemeenschappelijk opperbevelhebber aanstelden, ging die functie niet naar Pétain, maar naar generaal Ferdinand Foch, de grote specialist van de offensieve aanpak.
Hoewel Pétain en Foch elkaar niet mochten, behaalden ze samen successen. De Tweede Slag bij de Marne, die het begin vormde van de Duitse nederlaag, was voor een groot deel aan een door Pétain ontwikkelde tactiek te wijten. Toen de Duitsers zich steeds verder terugtrokken, werkte Pétain het plan uit voor een groot offensief tegen Duitsland dat op 15 november 1918 moest beginnen. Dat offensief vond echter niet plaats omdat Foch op 11 november de wapenstilstand sloot die een einde aan de strijd maakte. Pétain vond toen dat Foch hem zijn grote overwinning had afgenomen.
Kort na de wapenstilstand werd Pétain maarschalk van Frankrijk. Hij ontving de maarschalksstaf uit de handen van president Poincaré toen die het op de Duitsers heroverde Metz bezocht.

## Interbellum
Na de Eerste Wereldoorlog voerde Pétain nog eenmaal een Frans leger aan: in 1925 en 1926 leidde hij in Marokko de Franse troepenmacht die samen met Spaanse troepen een einde maakte aan de Rifoorlog.
Van 1920 tot 1931 was Pétain ondervoorzitter van de Hoge Raad van Oorlog, de hoogste militaire functie in vredestijd. In 1922 werd hij bovendien inspecteur-generaal van het leger. Hij drong toen tevergeefs aan bij de regering om het leger met veel meer tanks uit te rusten. Een van zijn medewerkers toen was de latere generaal Charles de Gaulle, die hij als jong officier in Arras had gekend en die zijn beschermeling en tegelijk zijn ghostwriter werd.
Pétains reputatie nam in die jaren nog toe. In 1929 werd hij lid van de Académie française als opvolger van Foch. In 1934 was hij minister van Defensie in de kortstondige noodregering van Gaston Doumergue, die was gevormd na zware politieke rellen. Zijn aanwezigheid in het kabinet moest de regering populairder maken bij het publiek, vooral bij de oud-strijders en een verhoging van de militaire uitgaven vergemakkelijken.
Pétain weigerde echter een ministerpost in de daaropvolgende regering. Hij hield zich afzijdig van de politiek. Veel politici beschouwden hem als een gematigd aanhanger van het republikeinse regime, die mogelijk een dam kon opwerpen tegen de toenemende invloed van fascistische groepen.
Toch begonnen rond die tijd kringen die hunkerden naar een autoritair regime Pétain als een geschikte 'sterke man' te beschouwen. Onder meer Léon Daudet van de Action Française vond dat Pétain aan de macht moest komen. In maart 1939, aan het einde van de Spaanse Burgeroorlog, werd de maarschalk benoemd tot Frans ambassadeur - bij de pas door Frankrijk erkende Spaanse nationalistische regering van generaal Franco - in Burgos. Zijn taak was om Franco, die hij van de Rifoorlog kende, neutraal te houden bij het uitbreken van een oorlog tegen Duitsland, die toen steeds waarschijnlijker werd.
Pétain zorgde er enerzijds onder meer voor dat een deel van de Spaanse goudvoorraad en kunstwerken uit het Prado, die door de Spaanse republikeinse regering naar Frankrijk waren overgebracht, terug naar Spanje kwamen. Anderzijds bereikte hij dat een aantal gevangen Franse leden van de Internationale Brigades door Franco werden vrijgelaten.

## Begin van de Tweede Wereldoorlog

### Vicepremier
In september 1939, kort na het uitbreken van de Tweede Wereldoorlog, bood de Franse premier Édouard Daladier Pétain aan om tot de regering toe te treden. Pétain, die van Daladier niets moest hebben, weigerde en bleef voorlopig in Spanje. Hij zou vanaf het begin geen voorstander zijn geweest van oorlog tegen Duitsland en had toen al contacten met politici die deze mening deelden, zoals oud-premier Pierre Laval. Na de Duitse inval in het westen van 10 mei 1940 deed de nieuwe minister-president Paul Reynaud opnieuw een beroep op Pétain, die ditmaal wel aanvaardde, ook al besefte hij toen al dat de strijd verloren was. Op 17 mei werd hij vicepremier zonder portefeuille. Reynaud hoopte dat de aanwezigheid van de zeer gerespecteerde maarschalk in de regering het vertrouwen van de Fransen zou versterken, maar besefte niet dat deze een heel andere visie op de oorlog had dan hij. Toen een Franse nederlaag onafwendbaar bleek, raakte het kabinet, dat Parijs was ontvlucht, zwaar verdeeld over de te volgen koers. Een aantal ministers, onder wie Reynaud zelf, stelden voor dat de regering naar Algiers zou uitwijken, om vanuit het Franse koloniale rijk de strijd voort te zetten aan de kant van de Britten. Pétain wilde het Franse moederland niet verlaten. Hij vond dat Frankrijk de nederlaag moest accepteren en proberen er het beste van te maken door een wapenstilstand te sluiten. Toen de ministerraad in de avond van 16 juni in Bordeaux over deze kwestie vergaderde, kwam het tot een breuk waarbij Reynaud zijn ontslag aanbood. President Albert Lebrun vroeg Pétain diezelfde nacht om een regering te vormen, wat hij onmiddellijk deed. In feite had Pétain al een hele tijd overleg gepleegd met rechtse politici en defaitisten, in de eerste plaats Laval, over een nieuwe regering. De nieuwe regering zou meteen om een wapenstilstand verzoeken.

### Wapenstilstand en machtsoverdracht aan Pétain
Op 17 juni, de dag na zijn aanstelling, hield de nieuwe premier Pétain vanuit Bordeaux een toespraak op de radio, waarin hij zei dat 'de strijd moest ophouden'. Dit werd door vele Fransen geïnterpreteerd als een oproep om de wapens neer te leggen, hoewel de onderhandelingen over een wapenstilstand nog moesten beginnen. Hele legereenheden gaven zich toen over en de Duitsers maakten in de acht dagen die op de toespraak volgden meer Franse krijgsgevangenen dan in de vijf weken daarvoor. In dezelfde toespraak had Pétain het over de 'gift van zijn persoon aan Frankrijk', waarbij hij een herstel van Frankrijk onder zijn leiding aankondigde. De radiorede werd door de meeste Fransen zeer positief onthaald.
Op 22 juni werd in Compiègne een wapenstilstand met Duitsland ondertekend, die drie dagen later van kracht werd, nadat ook een wapenstilstand met Duitslands bondgenoot Italië was gesloten. Volgens dat akkoord bezette Duitsland zowat de noordelijke helft van Frankrijk, plus de hele kust langs de Atlantische Oceaan. De rest van het grondgebied, met inbegrip van de koloniën, zou vrij door de Franse regering worden bestuurd. Die regering behield de controle over de gehele oorlogsvloot en een deel van het leger. De regering-Pétain vestigde zich in het kuuroord Vichy, niet ver van de demarcatielijn met de door de Duitsers bezette zone.
Intussen was een campagne begonnen om maarschalk Pétain, die beschouwd werd als de enige die Frankrijk kon redden, dictatoriale bevoegdheden te geven. Op 10 juli besliste de Nationale Vergadering (de verenigde kamers van het parlement) de grondwet van de Derde Republiek op te heffen en Pétain alle macht te geven om zelf een nieuwe grondwet uit te vaardigen. De dag daarop zette Pétain president Lebrun af en riep zichzelf uit tot staatshoofd.
In Londen nam generaal de Gaulle openlijk afstand van zijn vroegere chef en zei hij de strijd aan Britse kant voort te zetten. Maar hij kreeg in het begin weinig aanhang. Pétain leek de steun van de overgrote meerderheid van de Fransen te hebben.

## Vichyregime
Op zijn 84ste werd maarschalk Pétain dictator van Frankrijk. Als 'hoofd van de Franse Staat' (de term 'republiek' werd niet meer gebruikt) had hij meer macht dan welke Franse heerser voor hem, zij het dat hij die macht enkel volledig in de Vrije Zone volwaardig uitoefende. In het bezette gebied was zijn macht beperkt door de Duitse bezetter, maar ook daar werkten de Franse autoriteiten in naam van Pétain. Alle wetgevende en uitvoerende macht was in hem geconcentreerd. De wetten en decreten die hij uitvaardigde, begonnen met 'Wij, Maarschalk van Frankrijk, (…) beslissen'. Tegelijk groeide er een cultus rond zijn persoon. Overal was de eerbiedwaardige figuur van le Maréchal te zien, als een messias die het lijdende Frankrijk moest verlossen. Er kwam zelfs een officieuze hymne: Maréchal nous voilà. Pétain was dan ook het enige bindmiddel van het regime, waarachter een hele schare van diverse groepen stonden: fascisten, extreme nationalisten, ultraconservatieven, militairen en bekeerde politici van het vorige regime.

### De Nationale Revolutie
Pétain, die eerder nooit politieke standpunten had ingenomen, kondigde een 'Nationale Revolutie' aan om het land te hervormen. Frankrijk zou moeten herstellen van het verval waarin het vorige, republikeinse regime het land had gestort en de nederlaag van 1940 mogelijk had gemaakt. De principes van deze 'revolutie' deden aan het fascisme denken, maar waren meer geïnspireerd op opvattingen van hemzelf en die van de invloedrijke denker Charles Maurras van de Action Française, die trouwens Pétain zou steunen.
Pétains afkeer van politieke partijen verhinderde dat er een eenheidspartij kwam. Als medewerkers verkoos hij technocraten boven politici. Veel ministerposten kwamen in handen van officieren, hoge ambtenaren en experts, vaak afgestudeerden van de Grandes écoles.
In tegenstelling tot het fascisme was Pétain geen voorstander van een sterke staat. Onder invloed van Maurras ijverde hij voor decentralisatie en voerde hij een begin van regionalisatie van Frankrijk door.
Voor alles stelde hij het gezin centraal. Kroostrijke gezinnen werden aangemoedigd. De jeugd moest een 'gezonde' opvoeding krijgen. De katholieke kerk, die een steunpilaar voor het regime werd, kreeg opnieuw meer invloed. Als boerenzoon meende Pétain dat het plattelandsleven moest worden bevorderd en dat de industrie rampzalig was geweest voor de samenleving. Met een 'handvest van de arbeid' wilde hij harmonieuze sociale verhoudingen in het bedrijfsleven invoeren.

### Afrekenen met 'Anti-Frankrijk'

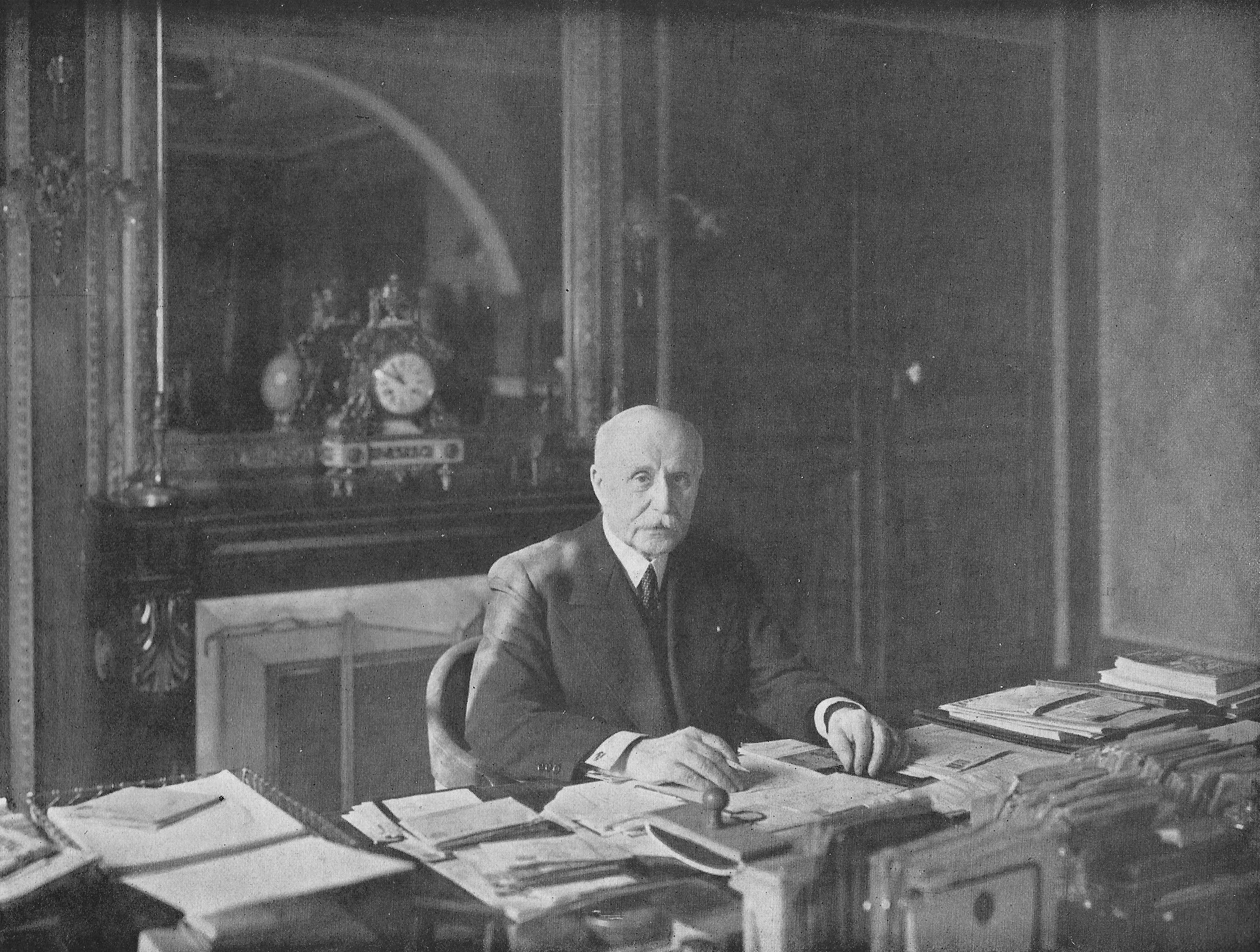
Pétain in zijn bureau in Vichy

Voor alles werd de liefde voor het Franse vaderland gepredikt. Daarbij moest worden afgerekend met 'anti-Frankrijk' en alles wat Frankrijk in het verderf had gebracht: joden, vreemdelingen, vrijmetselaars, communisten. Al meteen kwamen er uitgesproken xenofobe maatregelen. Amper tien dagen nadat hij staatshoofd was geworden vaardigde hij een wet uit waardoor alle Franse naturalisaties sinds 1927 moesten worden herzien. Op die wijze zouden 15.000 genaturaliseerde Fransen, onder wie 6000 joden, onder Pétains regering hun nationaliteit verliezen. Andere wetten beperkten overheidsambten en sommige andere beroepen tot Franse burgers die een Franse vader hadden. Een 'wet op de geheime verenigingen' verbood de vrijmetselarij en organisaties die geacht werden eraan verwant te zijn, zoals de Rotary Club en de theosofie. Pétain had een persoonlijke afkeer van vrijmetselaars, die hij ervan verdacht hem in zijn carrière te hebben tegengewerkt. Dat nam niet weg dat vooraanstaande vrijmetselaars, zoals oud-premier Camille Chautemps, zijn regime steunden.
Op 3 oktober 1940 keurde Pétain het eerste 'Jodenstatuut' goed, waarbij joden uit sommige beroepen werden verwijderd. Dit zou later worden aangevuld door nog andere vormen van discriminatie. Deze maatregelen kwamen er zonder druk van de Duitsers en uit de oorspronkelijke ontwerpen van het Jodenstatuut blijkt dat Pétain zelf sommige bepalingen verscherpt heeft. Pétain had zich voordien nooit tegen de joden uitgelaten. Hij had voor de oorlog zelfs een protestbrief tegen de Kristallnacht ondertekend en had zelfs joodse vrienden en medewerkers. Toch koesterde hij persoonlijk een bepaalde vorm van antisemitisme. Hij zou zich later niet kanten tegen de samenwerking van de Franse politie met de Gestapo voor de Jodenvervolgingen. Wel verzette hij zich tegen de invoering van de Jodenster in de Vrije Zone. Later zou hij beweren dat hij de Franse joden had beschermd.
Pétain liet ook enkele politici arresteren die hij verantwoordelijk achtte voor de nederlaag. Onder hen Daladier en Reynaud en de joodse politici Léon Blum en Georges Mandel. Ze moesten terechtstaan op het zgn. proces van Riom, maar slaagden erin dat proces om te vormen tot een proces van het Vichyregime. Onder druk van de Duitsers werd het proces stopgezet.

### Voorwaardelijke collaboratie

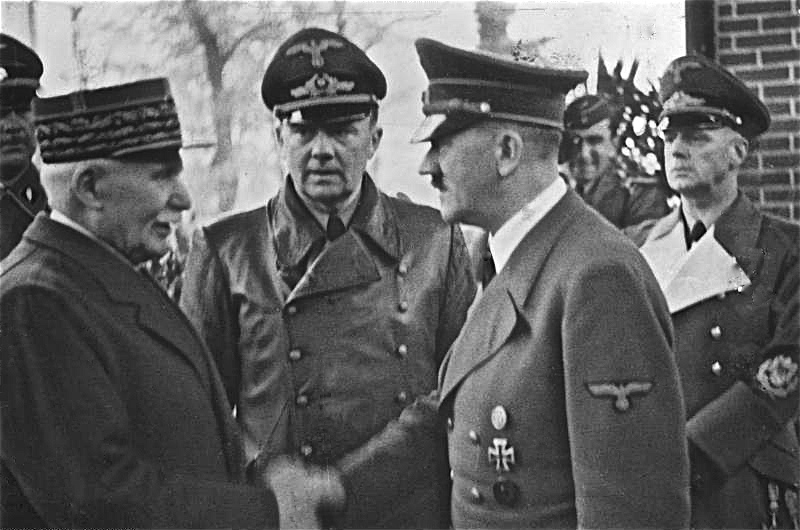
De ontmoeting Hitler-Pétain in Montoire. Tussen beiden staat Hitlers tolk Paul Schmidt. Rechts op de foto de Duitse minister van Buitenlandse Zaken Joachim von Ribbentrop

Als militair was Pétain in de grond fel anti-Duits en hij had geen achting voor Hitler en de nazi's. Wel was hij in juni 1940 net als bijna iedereen in Frankrijk ervan overtuigd dat Duitsland de oorlog gewonnen had en dat ook Groot-Brittannië snel de strijd zou opgeven. Frankrijk deed er daarom het best aan zo snel mogelijk een regeling met Duitsland te bereiken. Pétain hoopte aanvankelijk dat er snel vrede zou komen, waardoor de bezetting kon worden opgeheven. Toen bleek dat Groot-Brittannië de oorlog voortzette en dat Duitsland niet naar een vredesverdrag streefde – de bezetting bleef gehandhaafd en Elzas-Lotharingen werd eenzijdig geannexeerd – probeerde Pétain door een politiek van collaboratie toegevingen van Duitsland te verwerven. Daarvoor steunde hij aanvankelijk op Pierre Laval, die behalve vicepremier en zijn aangewezen opvolger ook minister van Buitenlandse Zaken werd.
Op 24 oktober 1940 had Pétain op het station van Montoire een ontmoeting met Hitler. De foto van de handdruk tussen beide staatshoofden werd een propagandamiddel voor de collaboratie, maar het gesprek leverde weinig op. Hitler deed geen concessies en Pétain ging niet in op Hitlers verzoek dat Frankrijk aan de oorlog tegen Groot-Brittannië zou deelnemen. Toch zou Pétain zes dagen later in een radiotoespraak openlijk zeggen dat hij 'de weg van de collaboratie' insloeg (het woord collaboration werd toen door Pétain zelf gelanceerd).
Pétain verdedigde een voorwaardelijke collaboratie, waarbij hij tegemoetkomingen van Duitse zijde verwachtte. In het bijzonder streefde hij naar de vrijlating van de meer dan anderhalf miljoen Franse krijgsgevangenen, een versoepeling van het bezettingsregime en een opening van de demarcatielijn tussen de vrije en de bezette zone. Pétains houding verschilde daardoor van die van meer uitgesproken nazigezinde collaborateurs, als Marcel Déat en Jacques Doriot, die in Parijs onder Duitse bescherming ageerden.
Na enkele maanden kreeg Pétain genoeg van zijn vicepremier. Op 13 december 1940 ontsloeg hij Laval en liet hem zelfs een tijd opsluiten. Velen, ook Hitler, meenden dat Pétain afstand wilde nemen van Duitsland en de collaboratiepolitiek van Laval te verregaand vond. Men begon te geloven dat Pétain 'dubbelspel' speelde. In werkelijkheid vond Pétain dat Laval te eigengereid optrad en hem voor voldongen feiten stelde. Over de manier van collaboreren verschilde hij niet diepgaand van mening. Laval werd als vicepremier en minister van Buitenlandse Zaken opgevolgd door oud-premier Pierre-Etienne Flandin. Hoewel die al voor de oorlog als pro-Duits gold, wilden de Duitsers niet met hem praten. Na nog geen twee maanden werd Flandin vervangen door admiraal François Darlan, die door Pétain ook als zijn opvolger werd aangewezen.
Darlan voerde de collaboratie op. Hij sloot met enkele Duitse autoriteiten de zgn. Protocollen van Parijs, die echter nooit werden uitgevoerd. Er kwam ook een samenwerking tussen de Duitse en de Franse politie.
Hoewel de Vichytroepen in het mandaatgebied Syrië werden aangevallen door de Britten, weigerde Pétain nog steeds de oorlog aan Groot-Brittannië te verklaren. Intussen bleef Vichy goede betrekkingen onderhouden met de Verenigde Staten, ook nadat die eind 1941 in oorlog raakten met Duitsland.
Op 19 april 1942 bracht Pétain Laval weer terug aan de macht. Hij werd opnieuw minister van Buitenlandse Zaken en kreeg nu de titel van regeringsleider. Pétain zei tegen de Amerikaanse ambassadeur dat de Duitsers hem daartoe hadden gedwongen, hetgeen onwaar was. Admiraal Darlan bleef wel Pétains aangewezen opvolger en werd bovendien opperbevelhebber van de strijdkrachten. Tegelijk kwamen enkele uitgesproken nazigezinde figuren als Abel Bonnard en Jacques Benoist-Méchin in de regering.
De nieuwe regering-Laval voerde een uitgesproken pro-Duitse koers en werd steeds impopulairder. Pétain kon echter als staatshoofd een zekere afstand van de regering behouden en bleef daardoor een grote aanhang genieten.
Na de mislukte geallieerde aanval op Dieppe zond Pétain zijn felicitaties naar Hitler waarin hij voorstelde dat Franse en Duitse troepen samen de Franse kust zouden verdedigen. Daarmee ging hij verder dan Laval, die militaire collaboratie afwees.

### Bezetting van de Vrije Zone
Op 8 november 1942 landden Amerikaanse en Britse legers op de kusten van Algerije en Frans-Marokko, gebieden die onder de controle van de Vichyregering stonden. De VS hadden Pétain laten weten dat de aanval niet tegen zijn regering was bedoeld, maar op bevel van Pétain boden de Franse troepen aldaar weerstand. Toch sloot admiraal Darlan, die zich toevallig in Algiers bevond, na een paar dagen een akkoord met de Amerikanen. Pétain keurde de houding van Darlan openlijk af. Later zou hij beweren dat hij in het geheim zijn goedkeuring had gegeven.
Als gevolg van Darlans ommezwaai vielen Duitse en Italiaanse troepen op 12 november het nog onbezette gedeelte van Frankrijk binnen. Daarmee verbrak Duitsland de wapenstilstand van 1940. Een aantal van Pétains medewerkers raadden hem nu aan de kant te kiezen van de geallieerden en per vliegtuig naar Noord-Afrika te vertrekken. Pétain zei echter dat het zijn plicht was in Frankrijk te blijven om het lot van de Fransen te verzachten. Als hij vertrok, zo beweerde hij, zou hij vervangen worden 'door een Déat of een gouwleider die de oorlog zal verklaren aan de Engelsen en de Amerikanen, en dat wil ik niet'. Door in Frankrijk te blijven werd Pétain in feite een vazal van de Duitsers. Dat betekende een keerpunt. De oude maarschalk verloor de aanhang van velen die in hem een verdediger van de Franse onafhankelijkheid hadden gezien. Een aantal van zijn voormalige aanhangers gingen in het verzet. De generaals Alphonse Juin en Jean de Lattre de Tassigny kozen partij voor de geallieerden.

### Marionettenregering
Pétain zelf had na een Duits ultimatum op 15 november 1942 het grootste deel van zijn macht aan Laval gedelegeerd. De ministerraad vergaderde zonder hem en de regeringsleider kon zonder zijn goedkeuring wetten en decreten uitvaardigen. Tegelijk begreep Pétain – in tegenstelling tot Laval – dat Duitsland de oorlog aan het verliezen was. Hij zocht contact met personen die anti-Duits waren maar de Gaulle en het verzet afwezen. Hij had zelfs plannen om het oude Franse parlement weer bijeen te roepen.
Met instemming van Hitler stuurde Otto Abetz, de Duitse vertegenwoordiger in Frankrijk, hem op 3 december 1943 een ultimatum. Al zijn beslissingen moesten door de Duitsers worden goedgekeurd. Laval moest een regering leiden die volledig van Duitsland zou afhangen. Abetz hoopte dat Pétain zou weigeren en aftreden, maar hij gaf toe. De Franse regering was nu een marionettenregering, waarop Pétain geen greep meer had. Toen Déat door Laval tot minister werd benoemd, weigerde het staatshoofd dit goed te keuren, maar Déat trad toch in functie. Pétain zelf stond vrijwel onder Duitse bewaking, al mocht hij een symbolische lijfwacht behouden.
Ondanks de toenemende sfeer van terreur, behield hij een zekere populariteit. Veel Fransen bleven le Maréchal beschouwen als een houvast in kwade tijden, die hen tegen erger beschermde. Toen hij in april 1944 voor het eerst en het laatst tijdens zijn regering Parijs bezocht, werd hij er door een grote menigte toegejuicht, die spontaan de door de Duitsers verboden Marseillaise begon te zingen.
Intussen nam het gewapende verzet in Frankrijk tegen de bezetter steeds toe. Pétain bestempelde dit als 'terrorisme'. De door Joseph Darnand georganiseerde Milice Française streed in Pétains naam tegen het verzet en pakte tegenstanders van het regime zeer wreed aan.
Op 28 april 1944 hield Pétain onder zware Duitse druk een radiotoespraak waarin hij de bevolking bezwoer geen verzetsdaden te plegen en waarschuwde dat de 'vermeende bevrijding' een 'bedrieglijke luchtspiegeling' was. Pétain riep de Fransen ook op zich niet te mengen in de strijd die zou losbarsten als de geallieerden in Frankrijk zouden landen. Na de geallieerde landing in Normandië protesteerde hij tegen de Duitse moordpartijen in Tulle en Oradour en distantieerde zich van de excessen die de Milice aanrichtte. Hij probeerde via een tussenpersoon contact op te nemen met de Gaulle voor het regelen van een machtsoverdracht, maar die ging daar niet op in. Hij werkte zelfs aan een plan om zich door het verzet te laten ontvoeren. De Duitsers staken er een stokje voor.

## Het einde

### Weggevoerd
Op 20 augustus 1944 – de bevrijding van Frankrijk was volop bezig – werd Pétain tegen zijn zin door Duitse troepen uit Vichy weggevoerd, waarbij hij symbolisch weerstand bood. Hij werd overgebracht naar Morvillars bij Belfort en kort daarop naar het kasteel van Sigmaringen in Duitsland. Pétain beschouwde zich voortaan als gevangene van de Duitsers en wilde niet langer als staatshoofd optreden. Hij weigerde, net als Laval, zijn medewerking aan de Regeringscommissie van Sigmaringen, een soort collaborateursregering in ballingschap, waar Déat en Darnand deel van uitmaakten. Toen hij vernam dat in het bevrijde Frankrijk een proces bij verstek tegen hem zou beginnen, vroeg hij Hitler schriftelijk om naar zijn land te mogen terugkeren. Hij kreeg geen antwoord. Uiteindelijk lieten zijn Duitse bewakers hem in april 1945 gaan. Via Zwitserland kon Pétain op 26 april de Franse grens bereiken, waar hij onmiddellijk, zij het met het grootste respect, werd gearresteerd.

### Proces en veroordeling
Op 23 juli 1945 verscheen de 89-jarige Pétain voor een bijzonder hooggerechtshof. Het proces kende een enorme belangstelling. Belangrijke figuren als Reynaud, Daladier en Weygand, maar ook Laval en Darnand getuigden. Gedurende het hele proces, dat drie weken duurde, nam de maarschalk nauwelijks zelf het woord. Zijn advocaten verdedigden de stelling dat hij door zijn aanwezigheid in Frankrijk de Fransen voor veel meer onheil had behoed en speelden de theorie van het dubbelspel uit: Pétain zou het schild zijn geweest, terwijl de Gaulle het zwaard was. De maatregelen tegen de joden en andere excessen van zijn regime kwamen weinig ter sprake. Voor de regering-de Gaulle kwam het er vooral op aan Pétain als een verrader te bestempelen en de wettigheid van zijn regering te betwisten.
Een jury bestaande uit verzetslieden en parlementsleden die eertijds tegen de volmachten aan Pétain hadden gestemd, moest hem beoordelen. Hij werd schuldig bevonden aan hoogverraad en samenwerking met de vijand. Met de kleinst mogelijke meerderheid spraken hof en jury de doodstraf uit, maar zij adviseerden tegelijk gratie te verlenen vanwege zijn hoge leeftijd. Hij werd ook veroordeeld tot 'nationale onwaardigheid', waardoor hij zijn burgerrechten verloor. De Gaulle zette de doodstraf meteen om in levenslange opsluiting.

### Laatste jaren
In augustus 1945 werd Pétain overgebracht naar het Fort du Portalet in de Pyreneeën en in augustus naar het fort op het Île d'Yeu, een eiland voor de Atlantische kust. Hij verbleef er in relatief comfortabele omstandigheden. Een jaar na zijn veroordeling werd hij nog door een onderzoekscommissie ondervraagd, maar zijn geestesvermogens waren intussen achteruitgegaan. Zijn advocaten probeerden een herziening van zijn proces te bewerkstelligen. Naarmate hij ouder werd, gingen er steeds meer stemmen op hem vrij te laten of zijn straf in huisarrest om te zetten. Zelfs de Gaulle drong daarop aan.
In juni 1951 werd de zieke Pétain overgebracht naar een huis in Port-Joinville, de hoofdplaats van het eiland, waar hij de maand daarop overleed, 95 jaar oud. Hij werd twee dagen later op het zeeliedenkerkhof van Yeu begraven.

## Privé
Philippe Pétain was het grootste deel van zijn leven vrijgezel. Als jong officier vroeg hij meermalen de hand van een meisje van goeden huize, maar hij werd steeds door haar ouders afgewezen. Hij bezocht regelmatig bordelen en hield er een groot aantal maîtresses op na, soms meerdere tegelijk. Tijdens de Eerste Wereldoorlog moest zijn adjudant vaak een minnares naar het hoofdkwartier begeleiden. Zijn populariteit als generaal leverde hem een schare bewonderaarsters op.
Hij was 64 jaar toen hij in 1920 huwde met de 21 jaar jongere Annie Hardon, aan wie hij 19 jaar eerder tevergeefs de hand had gevraagd. Ze was toen al jaren zijn voornaamste maîtresse en gescheiden. Haar eerste huwelijk werd in 1929 kerkelijk geannuleerd, maar pas in 1941 zou Pétain, inmiddels staatshoofd, kerkelijk met haar trouwen. Het was een geheim huwelijk met de handschoen voor de aartsbisschop van Parijs, met medeweten van de paus, waarbij Pétain zelf afwezig was.
Ook als gehuwd man zou Pétain er relaties met andere vrouwen op na houden, tot zelfs in Vichy. Annie Pétain zou steeds aan zijn zijde blijven. Na zijn veroordeling vestigde ze zich op Yeu en bracht haar man elke dag een bezoek.

## Nagedachtenis
Ook na zijn veroordeling bleef het respect voor Pétain groot. Hoewel hij door zijn veroordeling tot nationale onwaardigheid al zijn functies en titels verloor, bleven velen van 'maarschalk Pétain' spreken. De Académie Française besliste dat de door Pétain bezette zetel in de academie vacant zou blijven tot zijn dood.
Meteen na zijn overlijden werd een vereniging voor de nagedachtenis van maarschalk Pétain opgericht, die nog altijd bestaat en die ijvert voor zijn eerherstel. In 1973 werd zijn lijkkist door een extreemrechts commando opgegraven en gestolen, met de bedoeling deze in Douaumont bij Verdun te herbegraven. Maar na een paar dagen werd de kist al teruggevonden en teruggebracht.
Bij de vijftigste verjaardag van de slag bij Verdun bracht Charles de Gaulle, inmiddels president van Frankrijk, hulde aan Pétain voor zijn rol in de Eerste Wereldoorlog. Bij bijzondere gelegenheden, zoals verjaardagen van het einde van de oorlog, lieten de Franse presidenten bloemen op zijn graf neerleggen. Onder president François Mitterrand – zelf een oud-medewerker van Pétain in Vichy – gebeurde dat zelfs elke 11 november, van 1987 tot 1992. Er kwam een einde aan na protesten, onder meer van joodse organisaties.
Het aanzien van 'de held van Verdun' verminderde geleidelijk toen historisch onderzoek zijn rol in de collaboratie duidelijk maakte.
In een opiniepeiling van 1996 over de vraag wie de grootste Fransman van de twintigste eeuw was, eindigde Pétain op de zevende plaats.
- Bibsys: 90264222
- Biblioteca Nacional de Chile: 000477620
- Biblioteca Nacional de España: XX1069173
- Bibliothèque nationale de France: cb12014186f (data)
- Catàleg d'autoritats de noms i títols de Catalunya: 981058516296906706
- CiNii: DA03964984
- Gemeinsame Normdatei: 118740156
- International Standard Name Identifier: 0000 0001 2144 2391
- Library of Congress Control Number: n50011069
- Base Léonore: C/0/17
- MusicBrainz: 421758d4-0a60-4636-ac49-eaef88bfe867
- National Archives and Records Administration: 10581255
- Bibliotheek van het Japanse parlement: 00812897
- Nationale Bibliotheek van Tsjechië: jn20011211207
- Nationale bibliotheek van Australië: 35418630
- Nationale Bibliotheek van Israël: 987007266849705171
- Nationale Bibliotheek van Polen: a0000001182349
- Nationale en Universitaire bibliotheek Zagreb: 000671028
- Nederlandse Thesaurus van Auteursnamen: 068923910
- Réseau des bibliothèques de Suisse occidentale: 02-A000134328
- Istituto Centrale per il Catalogo Unico: TO0V325251
- LIBRIS: 225495
- SNAC: w6j67z3f
- Système universitaire de documentation: 027337049
- Trove: 945896
- Virtual International Authority File: 95295727
- WorldCat: E39PBJjMCFPWbd499pKj7CRxjC